# سد وادي الرمة
سد وادي الرمة بني على وادي الرمة بين مدينتي عنيزة وبريدة في منطقة القصيم في المملكة العربية السعودية، جنوب الشركة السعودية للكهرباء محطة القصيم المركزية.

## الوصف
بني هذا السد في عهد الملك خالد بن عبدالعزيز آل سعود عام (1398 هـ/1977م) هو سد خرساني بني على وادي الرمة بين مدينتي عنيزة وبريدة في منطقة القصيم بطول 700 متر وارتفاع 7 أمتار وتقدر سعته التخزينية بحوالي 1.500.000 متر مكعب، عند خط الطول 44 درجة شرقاً وعند خط عرض 26 درجة شمالاً، ويرتفع السد عن سطح البحر 613م.
و قد سمي السد نسبةً إلى وادي الرمة وهو المعروف بوادي القصيم من أودية الجزيرة العربية، وكان وادي الباطن امتدادًا له في العصور المطيرة. هو أهم ظاهرة طبيعية في المملكة العربية السعودية وذلك لاتساع عرضه وطوله وسيطرته على مساحة شاسعة إذ يعبر السعودية من الغرب إلى الشرق، وهو أطول أودية شبه الجزيرة العربية إذ يبلغ طوله 539 كم

## فوائد السد
من أهم أسباب إنشاء السد حجز مياه الفيضان وتغذية المياه الجوفية في منطقة السد ودرء خطر الفيضان على الأراضي المحيطة بوادي الرمة، ولكن طفت في الآونة الأخيرة مشاكل تلوث مياه الوادي وبالتالي المياه المحتجزة خلف السد وذلك بسبب ضخ مياه الصرف الصحي المعالج باتجاه الوادي مما أدى إلى تكوّن بؤرة ضخمة لانتشار البعوض والبكتيريا بكافة أنواعها، بدأت الحكومة في وقت لاحق بدراسة آليات لإزالة التلوث وإعادة تأهيل الوادي ومنطقة السد.